# Mauro Júnior
Mauro Jaqueson Júnior Ferreira dos Santos conhecido apenas como Mauro Júnior (Palmital, 6 de maio de 1999), é um futebolista brasileiro que atua pelas duas laterais defensivas do campo. Atualmente joga pelo PSV Eindhoven.

## Carreira

### Futebol de Base
Nascido na cidade de Palmital, Mauro Júnior começou a jogar pelas categorias de base do times como o Desportivo Brasil, Vasco da Gama e Shandong Luneng. Na base, o jogador atuara pelo meio de campo, posição que abdicaria após anos no futebol profissional.
Em 2013, o jogador foi o principal destaque da Copa Nike, pois ganhou o premio de melhor jogador.
Após sua transferência do Desportivo Brasil para atuar por empréstimo em outras equipes, o jogador teve poucas oportunidades de entrar em campo. Em 2014, durante sua passagem pelo Vasco da Gama, e em 2015, quando foi cedido ao clube chinês Shandong Luneng (ao qual o Desportivo Brasil é afiliado), o atleta disputou um número limitado de partidas. No mesmo ano, retornou ao clube paulista devido à falta de regularidade em ambos os times.
Pelo Desportivo, o jogador atuou pela Copa São Paulo de Futebol Júnior de 2015. Na época, o jogador possuía apenas 15 anos e já disputava competições Sub-20 com a equipe. Na competição, Mauro destacou-se quando marcou um gol contra o Paysandu. Esse foi o único gol do jovem jogador, que na época recebeu o apelido de Juninho, na competição. A equipe não conseguiu se classificar para fase seguinte.
Seu desempenho regular na base, ainda que muito jovem, fez com que o jogador recebesse suas primeiras convocações para Seleção Brasileira Sub-17, onde conquistou o Sul-Americano da categoria ainda em 2015.
Em 2016, o jogador atuou com a equipe Sub-20 na Weifang Cup, na China. Na ocasião, o jogador conseguiu fazer sua equipe se tornar vencedora da Competição. No mesmo ano, Mauro também ajudou sua equipe a conquistar o Torneio de Nuenen, nos Países Baixos.

### Desportivo Brasil
Após passar pelas categorias de base da equipe, o jogador estreou profissionalmente pelo Desportivo Brasil em 2017. Naquele mesmo ano, Mauro disputou suas primeiras partidas com a equipe no Campeonato Paulista de Futebol - Série A3.
O jogador despertou interesse do time holandês PSV Eindhoven que fez um contrato com o jovem jogador assim que ele completou 18 anos. Seu contrato é válido até 2022.

### PSV Eindhoven
Fez sua estreia pelo PSV Eindhoven no Campeonato Holandês 2017–18 na vitória sobre VVV-Venlo por 5 a 2. Jogou varias partidas pelo time B do PSV Eindhoven.

### Heracles Almelo (empréstimo)
Mauro Júnior foi emprestado para o Heracles para disputar as partidas do Eredivisie de 2019–20.
Em sua passagem pelo clube neerlandês, Mauro destacou-se no time marcando 6 gols e 6 assistências. Sua boa atuação naquela Eredivise fez com que seu futebol, ainda de meio-campista, fosse comparado com o ex-jogador brasileiro Alex, um dos ídolos do Fenerbahçe. O clube turco buscou a contratação do brasileiro, contudo a tentativa de empréstimo não foi bem sucedida.

### Retorno ao PSV
Ao retornar à equipe neerlandesa, Mauro ficou caracterizado como um jogador polivalente, pois atuava em várias regiões da defesa, meio de campo e do ataque. Apesar de ter começado sua carreira como um jogador de ataque, ele recuou posições nos gramados e conseguiu alcançar uma grande fase como lateral. Na posição, ele consegue fazer as duas alas, ainda que seu pé principal seja o esquerdo. No time, Mauro dividiu elenco com outro brasileiro: o zagueiro André Ramalho. Coincidentemente, ambos tiveram uma carreira similar no futebol, já que fizeram a carreira praticamente inteira na Europa e também mudaram de posição no decorrer de suas temporadas.
Mauro comentara sobre a versatilidade que possui em campo. Na época, o jogador sonhava com uma convocação para Seleção Brasileira de Futebol:
| “                                                            | A versatilidade me ajuda dentro do clube e acredito que possa, sim, me ajudar em um cenário de seleção. Jogar pelas laterais e pelas pontas é algo que pode me dar uma espécie de vantagem no grupo. Preciso saber aproveitar isso. | ” |
| — Mauro Júnior, sobre as varias posições que fazia em campo. | |   |

Desde que retornou ao PSV, após o empréstimo pelo Heracles, o jogador conquistou a maior parte de seus títulos, ajudando a destronar a hegemonia do rival Ajax. Suas temporadas consistentes fizeram com que o jogador fosse bem quisto pelo ex-jogador, e ídolo neerlandês, Marco van Basten, que disse que ele "seria uma boa opção para seleção". A opinião também era compartilhada pelo ex-zagueiro André Ooijer, que fazia parte da comissão técnica do PSV, liderada pelo treinador Roger Schmidt, no ano de 2022. O jogador chegou a ser cotado para se naturalizar e defender a Seleção Neerlandesa de Futebol, no entanto, Louis van Gaal, que havia chegado para disputar a Copa do Mundo FIFA de 2022, optou por não chamá-lo nas oportunidades que teve.
Contudo, também foi um jogador que teve de conviver com algumas lesões, as mais dramáticas, pois tiraram de mais jogos, foram as lesões na virilha, ocorrida em 2022, no ombro que aconteceu no fim daquele ano, e outra no joelho, ocorrida em 2023, que o impediu de estar em campo durante o começo da temporada 2023–24. Sua estreia naquela temporada só aconteceu no dia 7 de dezembro de 2023, na 15ª rodada da Eredivisie.

## Seleção Brasileira

#### Sub-17
Mauro Júnior fez parte do elenco da Seleção Brasileira Sub-17 que disputou o Campeonato Sul-Americano de Futebol Sub-17 de 2015 na qual saíram campeões. Na época, o jogador tinha apenas 15 anos.

#### Sub-23
Mauro foi chamado para a Seleção Brasileira Sub-23 em preparação para as Jogos Olímpicos de 2020. O treinador André Jardine contou com seus serviços entre os anos de 2019 e 2020, contudo, por conta de uma lesão na reta final de preparação, Junior não pôde estar presente na lista final.
Apesar de ter sido convocado para as seleções de base, Mauro não havia sido chamado para nenhum jogo da Seleção Brasileira Principal durante a passagem do treinador Tite. Com suas boas atuações no PSV, ex-jogadores neerlandeses cogitaram a naturalização de Mauro para defender a Seleção dos Países Baixos na Copa do Mundo de 2022. Contudo, Louis Van Gaal optou por não chamá-lo nenhuma vez, e fez a campanha toda sem o brasileiro. Perguntado pelo Ge, o jogador assumiu que aceitaria defender as cores de outra Seleção:
| “                                                                            | O meu sonho é jogar pelo Brasil, claro, mas não posso fechar portas na minha carreira. Sou muito novo ainda e sei que vou poder decidir e acredito que na hora vou tomar a decisão certa. | ” |
| — Mauro, sobre se naturalizar para defender as cores da Seleção Neerlandesa. | |   |

## Títulos
PSV Eindhoven
- Eredivisie: 2017–18[25][10], 2023–24[26], 2024–25
- Supercopa dos Países Baixos: 2023,[16] 2025[27]
- Copa dos Países Baixos: 2021–22[28], 2022–23[29]

Seleção Brasileira
- Campeonato Sul-Americano de Futebol Sub-17: 2015[4]